# Campionati africani di badminton 1996
I Campionati africani di badminton 1996 si sono svolti a Lagos, in Nigeria. È stata la 7ª edizione del torneo, organizzato dalla Badminton Confederation of Africa.

## Podi
| Evento              | Oro                                       | Argento                              | Bronzo                           |
| Singolare maschile  | Agarawu Tunde                             | Kayode Akinsanya                     | Wasiu Ogunseye                   |
| Singolare maschile  | Agarawu Tunde                             | Kayode Akinsanya                     | Danjuma Fatauchi                 |
| Singolare femminile | Obiageli Olorunsola                       | Olamide Toyin Adebayo                | J Abioye                         |
| Singolare femminile | Obiageli Olorunsola                       | Olamide Toyin Adebayo                | Bridget Ibenero                  |
| Doppio maschile     | Danjuma Fatauchi Agarawu Tunde            | Kayode Akinsanya Wasiu Ogunseye      | D Akuh Wasiu Ogunseye            |
| Doppio maschile     | Danjuma Fatauchi Agarawu Tunde            | Kayode Akinsanya Wasiu Ogunseye      | B Orakpo Adewole Sanyaolu        |
| Doppio femminile    | Olamide Toyin Adebayo Obiageli Olorunsola | J Abioye C Emeribe                   | Helen Luziika Annet Nakamya      |
| Doppio femminile    | Olamide Toyin Adebayo Obiageli Olorunsola | J Abioye C Emeribe                   | Bridget Ibenero Kuburat Mumini   |
| Doppio misto        | Kayode Akinsanya Obiageli Olorunsola      | Olamide Toyin Adebayo Wasiu Ogunseye | Danjuma Fatauchi Bridget Ibenero |
| Doppio misto        | Kayode Akinsanya Obiageli Olorunsola      | Olamide Toyin Adebayo Wasiu Ogunseye | J Abioye Adewole Sanyaolu        |